# أكمة الزريعة (القبيطة)

تعديل مصدري - تعديل

اكمه الزريعة هي إحدى قرى عزلة الهجر هدلان بمديرية القبيطة التابعة لمحافظة لحج، بلغ تعداد سكانها 127 نسمة حسب تعداد اليمن لعام 2004.